# Barbula sambakiana
Barbula sambakiana är en bladmossart som beskrevs av Brotherus 1924. Barbula sambakiana ingår i släktet neonmossor, och familjen Pottiaceae. Inga underarter finns listade i Catalogue of Life.